# Stark eutektisches Lösungsmittel
Als stark eutektische Lösungsmittel (DES von englisch deep eutectic solvents) werden mehrkomponentige, eutektische Salzschmelzen bezeichnet, deren Schmelzpunkt, wie der von ionischen Flüssigkeiten, nahe oder unter der Raumtemperatur liegt. Der Begriff ist insofern irreführend, als kein besonderer Mechanismus vorliegt, der eine besonders starke Absenkung des Schmelzpunkts im Vergleich zu anderen Eutektika bewirkt.
Bekannte eutektische Lösungsmittel basieren auf einer Mischung aus quartäre Ammoniumverbindungen mit Wasserstoffbrückenbindungsdonoren (z. B. Amine) und Carbonsäuren. Im Jahre 2003 wurde erstmals das Phänomen einer stark eutektischen Mischung von Cholinchlorid (2-Hydroxy-N,N,N-trimethyl-ethanaminiumchlorid) und Harnstoff im Molverhältnis 1:2 beschrieben. Der Schmelzpunkt dieser stark eutektischen Mischung liegt bei 12 °C, während der von Cholinchlorid 302 °C und der von Harnstoff 133 °C beträgt.

## Einteilung
Stark eutektische Lösungsmittel werden klassischer Weise in vier Typen unterteilt. Neuere Veröffentlichungen nennen auch einen fünften Typ.
| Typ     | allgemeine Formel                                      | Anmerkungen              |
| ------- | ------------------------------------------------------ | ------------------------ |
| Typ I   | Kat+X- zMClx                                           | M=Zn, Sn, Fe, Al, Ga, In |
| Typ II  | Kat+X- zMClx·yH2O                                      | Cr, Co, Cu, Ni, Fe       |
| Typ III | Kat+X- zRZ                                             | Z=CONH2, COOH, OH        |
| Typ IV  | MClx + RZ = MClx–1+ ·RZ + MClx+1–                      | M=Al, Zn & Z=CONH2, OH   |
| Typ V   | phenolische Hydroxygruppe + aliphatische Hydroxygruppe |                          |

Dabei ist Kat+ meistens eine quartäre Ammoniumverbindung, es sind aber auch Phosphonium- oder Sulfonium-Verbindungen möglich. X ist eine Lewis-Base, meistens ein Halid-Ion. RZ beschreibt einen Wasserstoffbrückenbindungsdonor, wobei Z die funktionelle Gruppe beschreibt und R ein organischer Rest ist. 

## Verwendung
DES wurden im Hinblick auf ihre Anwendbarkeit im Labormaßstab und für die Industrie untersucht. Dabei fand man, dass das beschriebene Eutektikum (siehe oben) verschiedene Metallsalze wie Lithiumchlorid (Löslichkeit 2,5 mol·L−1) und Kupfer(II)-oxid (Löslichkeit 0,12 mol·L−1) löst. So erscheint eine Anwendung in Metallreinigungsverfahren (Galvanotechnik) möglich. DES können auch als Elektropolituren angewendet werden, da sie elektrisch leitend sind. Auch im Bereich der organischen Chemie können DES als Lösungsmittel eingesetzt werden, z. B. für Benzoesäure (Löslichkeit  0,82 mol·L−1) oder sogar für Cellulose.

## Eigenschaften
Im Vergleich zu klassischen Lösungsmitteln sind DES nichtflüchtig, besitzen also einen sehr niedrigen Dampfdruck, und sind deswegen nur sehr schwer entflammbar.
Weitere Cholinchlorid-basierende DES werden mit Malonsäure (Smp. 0 °C), Phenol (−40 °C) oder Glycerin (−35 °C) gebildet.
Im Vergleich zu ionischen Flüssigkeiten, die genauso wie DES aus Ionen zusammengesetzt sind und daher ähnliche Eigenschaften haben, sind DES billiger herstellbar, da sie lediglich Mischungen gängiger Laborchemikalien sind. Weitere Vorteile im Vergleich zu gängigen ILs sind die Fluorfreiheit, und die gute, bzw. gut bekannte biologische Abbaubarkeit.